# Passiones
Pasja (łac. Passiones) – literatura hagiograficzna będąca, obok Acta martyrum (Akt męczenników), świadectwem wczesnego kultu męczenników i zawierająca opisy naocznych świadków męki.
Za H. Delehaye'm przytoczyć można podział stosowanych w pasjach gatunków literackich na: panegiryki, pasje historyczne i pasje epickie, ale utwór uważany za pierwszy przykład pasji – Martyrium Polycarpi (Męczeństwo Polikarpa) – zredagowany został w formie listu chrześcijańskiej gminy ze Smyrny do gminy w Filomelion. Za ważny łacińskojęzyczny zabytek literatury wczesnochrześcijańskiej uważana jest napisana ok. 203 r. i przypisywana Tertulianowi pasja Passio Perpetuae et Felicitatis, z prologiem, zawierający elementy biograficzne, opisujący cuda, doświadczenia mistyczne i zakończony epilogiem. Utwory przepełnione treściami religijnymi wzbogacano o teologię męczeństwa, nie poruszając mistyki opisanej w listach autorstwa św. Ignacego.
Rozwój gatunku prześledzić można analizując takie utwory jak: Passio Sancti Maximiliani, Passio Felicis Thibiucensis, Passio Maximae, Donatillae et Secundae, Passio Sancti Crispine, Passio sanctorum Saturnini, Dativi, Felicis, Ampelii et sociorum, Passio Sancti Irenai, episcopi Sirmiensis, Passio Sancti Iulii veterani, Passio Sancti Sereni Sirmiensis, Passio Sancti Quirini i Passio b. Phileae episcopi de civitate Thmui. 
Gatunek wykorzystywany był dla zjednywania wyznawców przez donatystów: De passiones sanctorum Donati et Advocati, Passio Marculi sacredotis czy Passio sanctorum martyrum Isaac et Maximiani.
Rozwój literatury hagiograficznej wyszedł naprzeciw potrzebie szerszego potraktowania tematu postaci męczenników, którzy już za życia wpłynęli na rozwój Kościoła za sprawą opisów zawartych w żywotach świętych.
Za najwybitniejsze przykłady gatunku uważane są opisy włączone do „Historii Kościelnej” i oddzielny utwór „O męczennikach palestyńskich”, będący streszczeniem zaginionych później materiałów autorstwa Euzebiusza z Cezarei.